# إميل بي. فيتزر
إميل بي. فيتزر (بالإنجليزية: Emil B. Fetzer)‏ هو مهندس معماري أمريكي، ولد في 4 يناير 1916، وتوفي في 2 نوفمبر 2009.